# Houston Film Critics Society Awards 2011

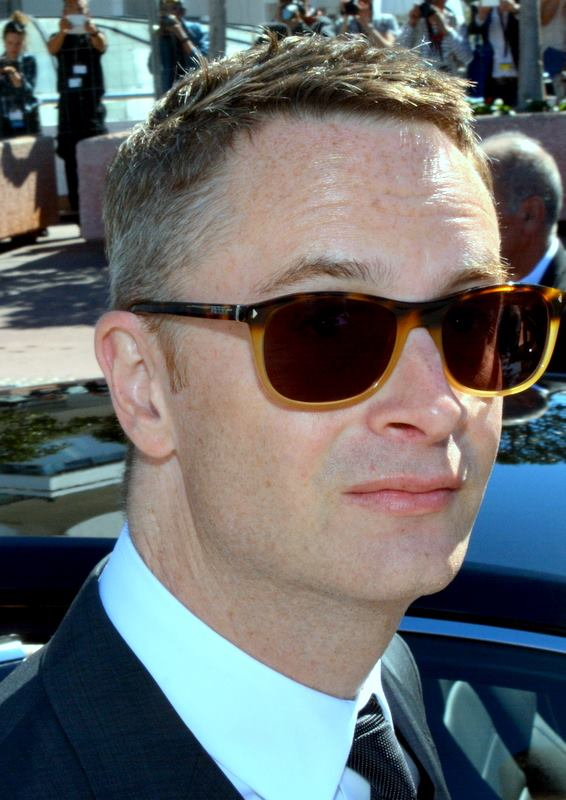
Nicolas Winding Refn vítěz v kategorii nejlepší režie

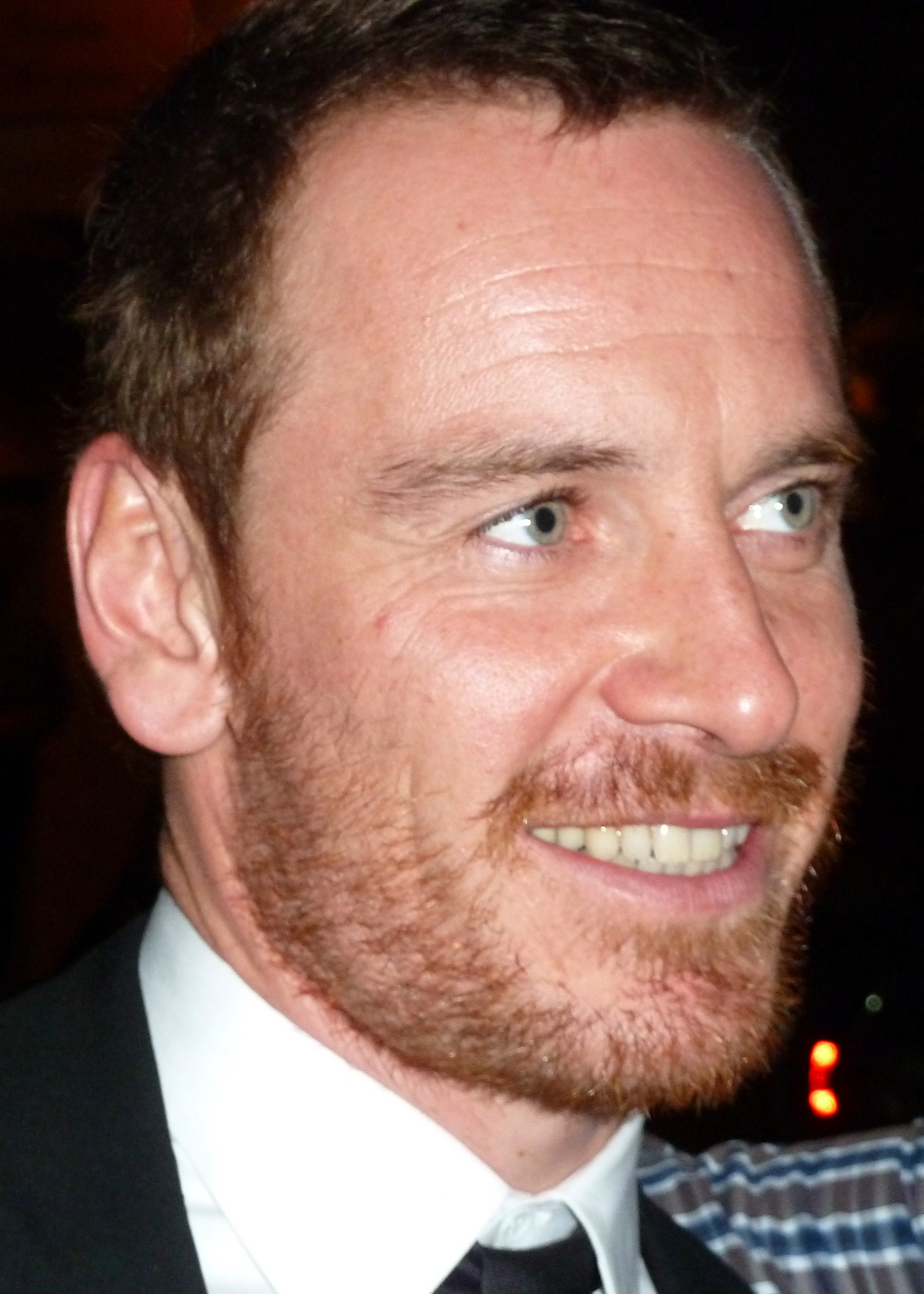
Michael Fassbender vítěz v kategorii nejlepší mužský herecký výkon v hlavní roli

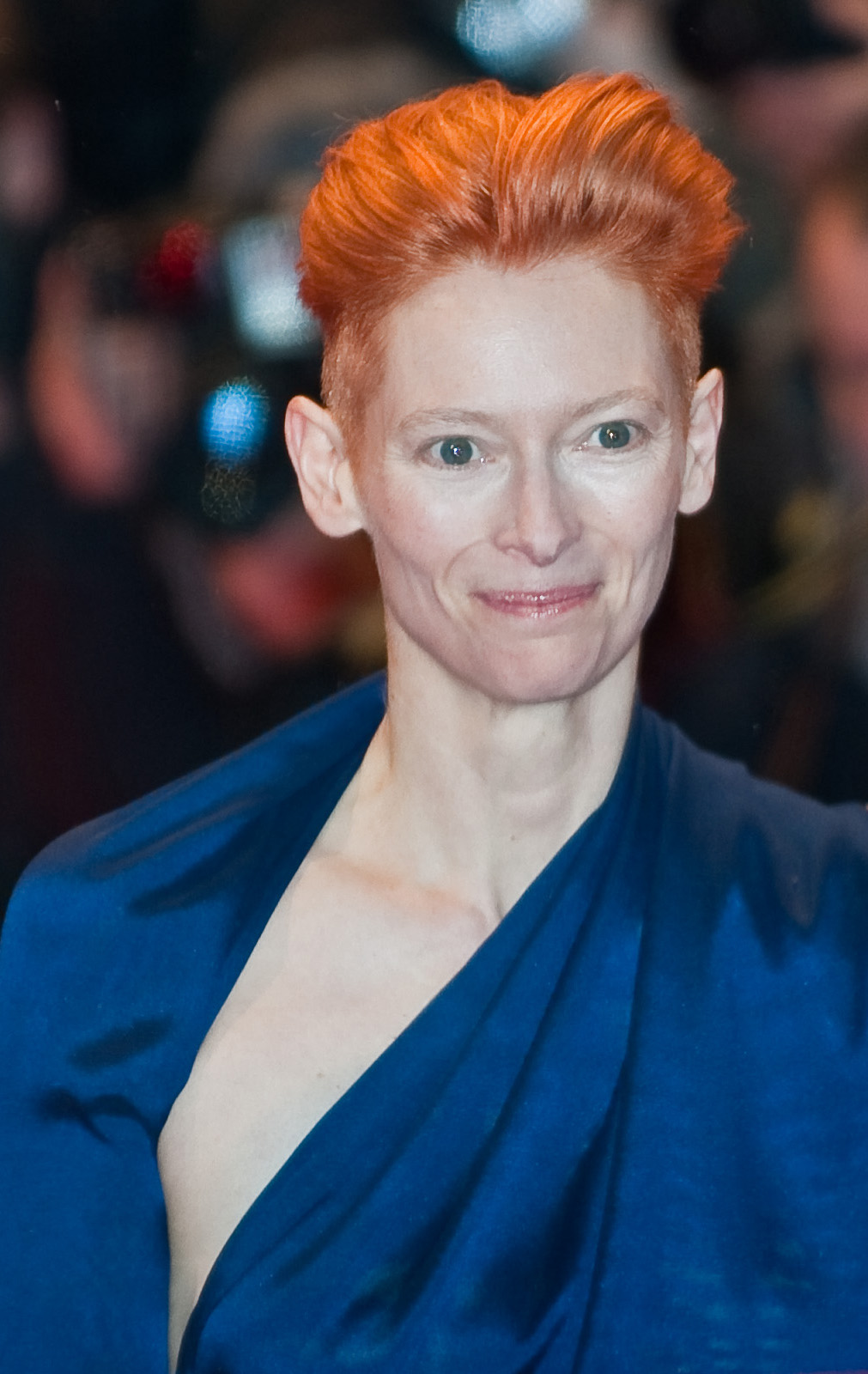
Tilda Swinton vítězka v kategorii nejlepší ženský herecký výkon v hlavní roli

5. ročník předávání cen organizace Houston Film Critics Society se konal dne 7. ledna 2012.

## Vítězové a nominovaní

### Nejlepší film
Děti moje
- Drive
- Neuvěřitelně hlasitě & nesmírně blízko
- Umělec
- Černobílý svět
- Půlnoc v Paříži
- Take Shelter
- Strom života
- Válečný kůň
- Win Win

### Nejlepší režisér
Nicolas Winding Refn – Drive
- Terrence Malick – Strom života
- Michel Hazanavicius – Umělec
- Woody Allen – Půlnoc v Paříži
- Alexander Payne – Děti moje

### Nejlepší scénář
Alexander Payne, Nat Faxon a Jim Rash – Děti moje
- Will Reiser – 50/50
- Michel Hazanavicius – Umělec
- Thomas McCarthy – Win Win
- Woody Allen – Půlnoc v Paříži

### Nejlepší herec v hlavní roli
Michael Fassbender – Stud
- George Clooney – Děti moje
- Jean Dujardin – Umělec
- Brad Pitt – Moneyball
- Michael Shannon – Take Shelter

### Nejlepší herečka v hlavní roli
Tilda Swintonová – Musíme si promluvit o Kevinovi
- Viola Davis – Černobílý svět
- Michelle Williamsová – Můj týden s Marilyn
- Meryl Streepová – Železná lady
- Elizabeth Olsen – Martha Marcy May Marlene

### Nejlepší herec ve vedlejší roli
Albert Brooks – Drive
- Christopher Plummer – Začátky
- Armie Hammer – J. Edgar
- Andy Serkis – Zrození Planety opic
- Alex Shaffer – Win Win

### Nejlepší herečka ve vedlejší roli
Shailene Woodley – Děti moje
- Octavia Spencerová – Černobílý svět
- Jessica Chastainová – Černobílý svět
- Janet McTeer – Albert Nobbs
- Melissa McCarthy – Ženy sobě

### Nejlepší dokument
Nim
- Buck
- Jeskyně zapomenutých snů
- The Elephant in the Living Room
- Undefeated

### Nejlepší animovaný film
Rango
- Medvídek Pú
- Kung Fu Panda 2
- Kocour v botách
- Happy Feet 2
- Tintinova dobrudružství

### Nejlepší kamera
Emmanuel Lubezki – Strom života
- Robert Richardson – Hugo a jeho velký objev
- Guillaume Schiffman – Umělec
- Janusz Kamiński – Válečný kůň
- Newton Thomas Sigel – Drive

### Nejlepší skladatel
Ludovic Bource – Umělec
- Alexandre Desplat – Harry Potter a Relikvie smrti – část 2
- Harry Escott – Stud
- John Williams – Tintinova dobrudružství
- John Williams – Válečný kůň

### Nejlepší skladba
„Life's A Happy Song“ – Bret McKenzie – Mupeti
- „Lay Your Head Down“ – Brian Byrne a Glenn Close – Albert Nobbs
- „Star-Spangled Man“ – Alan Menken a David Zippel – Captain America: První Avenger
- „The Living Proof“ – Mary J. Blige – Černobílý svět
- „Think You Can Wait“ – The National – Win Win

### Nejlepší cizojazyčný film
Viděl jsem ďábla (Jižní Korea)
- 13 samurajů (Japonsko)
- Umělec (Francie)
- Kůže, kterou nosím (Španělsko)
- Elitní jednotka 2: Vnitřní nepřítel (Brazílie)

### Nejhorší film
Princ a pruďas
- Jack a Jill
- Červená Karkulka
- Spratci na zabití
- Šmoulové
- Twilight sága: Rozbřesk – 1. část

### Individuální ocenění
- Celoživotní ocenění: Jeff Bridges
- Humanitární ocenění: Joanne King Herring
- Ocenění za přispění ke kinematografii: Hunter Todd a Mary Lampe
- Ocenění za techniku: Zrození Planety opic